# 사쿠라다 도리
사쿠라다 도리(일본어: 桜田 通, Sakurada Dori, 1991년 12월 7일 ~ )는 일본의 남자 배우이다. 도쿄도 출신. 아뮤즈 소속.

## 출연 작품

### 영화
- 내일의 나를 만드는 방법 (2007.04) - 카나이 아츠시 역
- YOSHIMOTO DIRECTOR'S 100 ~ 100명이 영화를 찍었습니다『사람을 양성한다』 (2008.03) - 학생 시절의 슌페이 역
- 아쿠아리안 에이지 극장판 (2008.03) - 쿠사카베 카나메 역
- FROGS on Screen (2008.06) - 카에루 역
- 극장판 안녕히 가면라이더 덴오 ~파이널 카운트다운~ (2008) - 노가미 코타로/NEW 덴오 역
- 극장판 초 가면라이더 덴오 & 디케이드 (2009) - 노가미 코타로/NEW 덴오 역
- 카페 다이칸야마Ⅲ 각각의 내일 (2009.03) - 미우라 코토나오 역
- 극장판 초 가면라이더 덴오 & 디케이드 NEO GENERATIONS 도깨비섬의 전함 (2009.05) - 노가미 코타로/NEW 덴오 역
- 바다 위의 너는 언제나 웃는 얼굴 (2009.05) - 코바야카와 리쿠 역
- 달팽이 식당 (2010) - 사토루 역
- 가면라이더X3 THE MOVIE - 초덴오 트릴로지 (2010) - 노가미 코타로/NEW 덴오 역
- BECK (2010) - 효도 마사루 역
- 오즈·덴오·올라이더 렛츠 고 가면라이더 (2011) - 노가미 코타로/NEW 덴오 역
- 왕게임 (2011) - 카나자와 노부아키 역
- 가지마루 식당의 사랑 (2014) - 쇼타 역
- 인랑게임: 비스트 사이드 (2014) - 토도 유키히코 역
- 마칭 투 투모로우 (2014) - 타다노부 역
- 너의 췌장을 먹고 싶어 (2017) - 타카히로 역

### 드라마
- 유리의 섬 4화 (2005) - 츠지야 텟페이 역
- 도쿄소녀 미즈사와 엘레나 1~2화 (2008) - 혼다 케이타 역
- 호카벤 5~6화 (2008) - 노누타 타케시 역
- 지울 수 없는 메일~정말로 있었던 눈물의 이야기~ (2009년)
- 가면라이더 디케이드 (2009) - 노가미 코타로/NEW 덴오 역
- 카미지 유스케의 힘이 나는 사랑 2화 - (2009년) 소우 역
- 사무라이 하이스쿨 (2009) - 이케야마 토모 역
- 시라유리 형제의 멋진 식탁 (2009년) - 시라유리 시즈루 역
- 853~형사 카모 신노스케 최종화 (2010년) - 아카마츠 신이치 역
- 말도 안돼! 11화 (2010년) - 카노 쥰이치 역
- 팀 바티스타 2 제너럴 루즈의 개선 6화 (2010년) - 야마자키 켄토 역
- 클론 베이비 (2010년) - 츠바키 에이타 역
- SING (2011) - 미즈모토 요리미츠 역
- 미사키 넘버원!! 8화 (2011년) - 카시와바라 타쿠미 역
- 이웃의 악마짱 ~미즈와 미즈의 입~ (2011년) - 아츠오 역
- 신 당신이 모르는 세계 3화 『빛 바랜 마지막 러브레터』 (2011) - 오사무 역
- 수학♥여자학원 (2012) - 사토 카즈키 역
- 사립 바카레어 고등학교 (2012년) - 오카모토 역
- 플레이걸 2012 (2012년) - 나카야마 타쿠미 역
- 연문일화(편지하기 좋은 날) 3화 『너에게 읽어주는 편지』 (2014) - 유우키 미츠오 역
- 약해도 이길 수 있습니다~아오지 선생님과 풋내기 고등학교 야구 소년의 야망~ (2014) - 시카타 에이스케 역
- 굿모닝콜(2016) - 시노자키 다이치역
- 쓰레기의 본망(2017) - 이와야 무기역
- 굿모닝 콜 our campus days (2017) - 시노자키 다이치역
- 미움받을 용기(2017) - 미야케 타카토시역
- 정말로 항해하고 있습니다(2017) - 야기 야마토역
- 경시청 이키모노계 6화(2017)- 노마 나츠오역
- 퍼펙트 크라임(2019) - 시노노메 하루토역

### 무대
- 뮤지컬 테니스의 왕자님 Advancement Match 롯가쿠 Feat.효테이 (2006.08) - 세이가쿠 3대 에치젠 료마
- 뮤지컬 테니스의 왕자님 Absolute King 릿카이 Feat.롯가쿠 ~First Service~ (2006.12~2007.01) - 세이가쿠 3대 에치젠 료마
- FROGS (2007.03) - 카에루 역
- 뮤지컬 테니스의 왕자님 Dream Live 4th (2007.03, 2007.05) - 세이가쿠 3대 에치젠 료마
- 온라인 프로젝트 프로듀스 공연 vol.2 룸쉐어 (2007.05) - 오야마 노부토시 역
- 뮤지컬 테니스의 왕자님 Absolute King 릿카이 Feat.롯가쿠 ~Second Service~ (2007.08~2007.09) - 세이가쿠 3대 에치젠 료마
- FROGS (2007.09, 2008.03, 2009.02) - 카에루 역
- The game (2009.08,~2009.09)
- BLACK&WHITE ~악마인 천사 천사인 악마~ (2010년) - 시로 역
- 모험 그림책 PINOCCHIO (2011년) - 산고양이 역
- Mystic Topaz (2011) - 괴도 미쉘 역
- 사이키델릭 페인(2015.04~2015.05) - 기타 치는 '카이토' 역